# Parabunodactis inflexibilis
Parabunodactis inflexibilis is een zeeanemonensoort uit de familie Actiniidae.
Parabunodactis inflexibilis is voor het eerst wetenschappelijk beschreven door Carlgren in 1928.